# Ішкашим (Таджикистан)
Ішкашим (тадж. Ишкошим) — село, районний центр Ішкашимського району Горно-Бадахшанської автономної області Таджикистану (історичний регіон Бадахшан). 

## Географія
Розташований на березі річки Пяндж, на кордоні з Афганістаном, за 104 км на південь від міста Хорог.
За 3 км на північ від селища — міст через р. Пяндж. На афганській стороні, на іншому березі річки, розташоване селище, також назване Ішкашим.

### Клімат
Місто знаходиться у зоні, котра характеризується континентальним субарктичним кліматом. Найтепліший місяць — липень із середньою температурою 16.3 °C (61.3 °F). Найхолодніший місяць — січень, із середньою температурою -9.4 °С (15.1 °F).
| Клімат Ішкашима         | Клімат Ішкашима | Клімат Ішкашима | Клімат Ішкашима | Клімат Ішкашима | Клімат Ішкашима | Клімат Ішкашима | Клімат Ішкашима | Клімат Ішкашима | Клімат Ішкашима | Клімат Ішкашима | Клімат Ішкашима | Клімат Ішкашима | Клімат Ішкашима |
| Показник                | Січ.            | Лют.            | Бер.            | Квіт.           | Трав.           | Черв.           | Лип.            | Серп.           | Вер.            | Жовт.           | Лист.           | Груд.           | Рік             |
| Середня температура, °C | −9,4            | −7,8            | −2,2            | 4,3             | 8,4             | 13,4            | 16,3            | 16,2            | 11,9            | 6,1             | 0               | −5,5            | 4,3             |
| Норма опадів, мм        | 55.7            | 72.9            | 101.2           | 94.3            | 68.6            | 18.5            | 13.9            | 10.7            | 7.8             | 29.1            | 38.8            | 56.1            | 567.6           |
| Днів з опадами          | 6,1             | 7,7             | 10,5            | 10,6            | 10,5            | 6,1             | 5,8             | 4,5             | 3,4             | 4,8             | 4,3             | 6,1             | 80,4            |
| Вологість повітря, %    | 60.8            | 62.4            | 59.9            | 58.3            | 54.1            | 42.3            | 41.8            | 43.7            | 43.6            | 46.5            | 49.3            | 56              | 51.6            |
| ----------------------- | --------------- | --------------- | --------------- | --------------- | --------------- | --------------- | --------------- | --------------- | --------------- | --------------- | --------------- | --------------- | --------------- |
| Джерело: Weatherbase    |                 |                 |                 |                 |                 |                 |                 |                 |                 |                 |                 |                 |                 |